# 大相撲令和7年7月場所
大相撲令和7年7月場所（おおずもうれいわ7ねん7がつばしょ）は、2025年（令和7年）7月13日から7月27日までの15日間、日本の愛知県名古屋市北区のIGアリーナ（条例上の名称・愛知国際アリーナ）で開催された大相撲の本場所である。
IGアリーナで開催された初の本場所にして、IGアリーナのこけら落としイベントでもある。

## 番付・星取表
※赤文字は優勝力士の成績。

### 幕内
| 東方                 | 東方       | 東方     | 番付   | 西方     | 西方       | 西方            |
| 備考                 | 成績       | 力士名   | 番付   | 力士名   | 成績       | 備考            |
| -------------------- | ---------- | -------- | ------ | -------- | ---------- | --------------- |
|                      | 1勝4敗10休 | 豊昇龍   | 横綱   | 大の里   | 11勝4敗    | 横綱大関 新横綱 |
|                      | 8勝7敗     | 琴櫻     | 大関   |          |            |                 |
|                      | 全休       | 大栄翔   | 関脇   | 霧島     | 8勝7敗     |                 |
|                      |            |          | 関脇   | 若隆景   | 10勝5敗    | 再関脇          |
| 新小結               | 3勝12敗    | 欧勝馬   | 小結   | 髙安     | 10勝5敗    |                 |
| 技能賞               | 11勝4敗    | 安青錦   | 前頭1  | 若元春   | 6勝9敗     |                 |
|                      | 7勝8敗     | 王鵬     | 前頭2  | 阿炎     | 9勝6敗     |                 |
|                      | 6勝9敗     | 阿武剋   | 前頭3  | 金峰山   | 4勝11敗    |                 |
|                      | 8勝7敗     | 伯桜鵬   | 前頭4  | 玉鷲     | 11勝4敗    | 殊勲賞          |
|                      | 8勝7敗     | 平戸海   | 前頭5  | 明生     | 3勝12敗    |                 |
|                      | 5勝8敗2休  | 尊富士   | 前頭6  | 豪ノ山   | 9勝6敗     |                 |
|                      | 3勝10敗2休 | 翔猿     | 前頭7  | 遠藤     | 全休       |                 |
|                      | 4勝11敗    | 佐田の海 | 前頭8  | 一山本   | 9勝6敗     |                 |
|                      | 8勝6敗1休  | 宇良     | 前頭9  | 千代翔馬 | 1勝14敗    |                 |
|                      | 11勝4敗    | 熱海富士 | 前頭10 | 狼雅     | 7勝8敗     |                 |
|                      | 9勝6敗     | 隆の勝   | 前頭11 | 時疾風   | 6勝9敗     |                 |
|                      | 9勝6敗     | 翠富士   | 前頭12 | 朝紅龍   | 6勝9敗     |                 |
|                      | 9勝6敗     | 美ノ海   | 前頭13 | 正代     | 9勝6敗     |                 |
| 新入幕 敢闘賞 技能賞 | 11勝4敗    | 草野     | 前頭14 | 藤ノ川   | 10勝5敗    | 新入幕 敢闘賞   |
| 優勝 殊勲賞 敢闘賞   | 13勝2敗    | 琴勝峰   | 前頭15 | 英乃海   | 2勝11敗2休 | 再入幕          |
|                      | 4勝11敗    | 嘉陽     | 前頭16 | 御嶽海   | 10勝5敗    | 再入幕          |
| 新入幕               | 6勝9敗     | 琴栄峰   | 前頭17 | 獅司     | 7勝8敗     |                 |

### 十両
| 東方   | 東方       | 東方     | 番付   | 西方   | 西方    | 西方   |
| 備考   | 成績       | 力士名   | 番付   | 力士名 | 成績    | 備考   |
| ------ | ---------- | -------- | ------ | ------ | ------- | ------ |
|        | 8勝7敗     | 錦木     | 十両1  | 竜電   | 8勝7敗  |        |
|        | 10勝5敗    | 湘南乃海 | 十両2  | 友風   | 9勝6敗  |        |
|        | 8勝7敗     | 欧勝海   | 十両3  | 玉正鳳 | 6勝9敗  |        |
|        | 7勝8敗     | 栃大海   | 十両4  | 白熊   | 5勝10敗 |        |
|        | 7勝8敗     | 東白龍   | 十両5  | 白鷹山 | 4勝11敗 |        |
|        | 10勝5敗    | 日翔志   | 十両6  | 大青山 | 10勝5敗 |        |
|        | 9勝6敗     | 輝       | 十両7  | 宝富士 | 4勝11敗 |        |
|        | 5勝10敗    | 風賢央   | 十両8  | 藤青雲 | 9勝6敗  |        |
|        | 10勝3敗2休 | 錦富士   | 十両9  | 剣翔   | 7勝8敗  |        |
|        | 0勝5敗10休 | 水戸龍   | 十両10 | 生田目 | 全休    |        |
|        | 6勝9敗     | 紫雷     | 十両11 | 三田   | 11勝4敗 |        |
|        | 3勝12敗    | 志摩ノ海 | 十両12 | 大辻   | 4勝11敗 | 再十両 |
|        | 10勝5敗    | 羽出山   | 十両13 | 大奄美 | 6勝9敗  |        |
| 再十両 | 10勝5敗    | 荒篤山   | 十両14 | 宮乃風 | 8勝7敗  |        |

## 優勝争い
9日目を終え、勝ち越しを決めたのは、平幕の一山本ただ1人。それを2敗で横綱・大の里、関脇・霧島、平幕で安青錦、玉鷲、草野、琴勝峰、御嶽海ら7人が追う展開となった。
10日目には、一山本がこれまで3戦全敗であった苦手の明生を一気の押し出しで破り、1敗をキープ。霧島、安青錦、草野、琴勝峰、御嶽海ら5人は勝利し、勝ち越しを決めた。結びで組まれた大の里と玉鷲の対戦は、大の里の押しを堪えた玉鷲が土俵際で大の里を突き落としで破り、勝利。大の里は3敗に後退した。また、玉鷲は歴代最年長金星を獲得することとなった。
11日目、草野と御嶽海の対戦が組まれ、草野が勝利。琴勝峰は隆の勝を一気の寄りで破った。安青錦は阿炎の叩きを耐え、寄り切りで勝利した。
一山本は小結・高安と対戦、激しく押し込むも、高安のすくい投げに屈した。玉鷲は琴櫻に引き落とされ敗北。大の里と霧島の直接対決は、霧島がもろ差しに成功し、激しく攻め込むも、上手を取った大の里がなんとか捻り倒した。これにより、2敗で安青錦、一山本、草野、琴勝峰の平幕4人が先頭に立ち、それを3敗で大の里、霧島、高安、玉鷲、熱海富士、御嶽海ら6人が追うこととなった。
12日目、熱海富士と御嶽海の直接対決は、熱海富士が勝利。安青錦は玉鷲と対戦、玉鷲の押しを堪えた安青錦が下手投げで勝利し、2敗を守った。琴勝峰は小結・高安と対戦が組まれ、叩き込みで高安を破り、こちらも2敗を死守した。
草野は関脇・若隆景と対戦、若隆景のおっつけからもろ差しを許し、寄り倒しで敗戦、3敗に後退した。琴櫻と霧島の対戦は、霧島が上手を取るも、琴櫻が巻き替え、もろ差しに成功、寄り切りで琴櫻が勝利し、霧島は4敗に後退した。
結びは大の里と一山本の対戦、一山本の押しに対し、大の里が引いてしまい、土俵際きわどい勝負となり、取り直しとなった。取り直しの一番、大の里が引いてしまうも、一山本をいなし、そのままバランスを崩した一山本を押し出しで破った。結果、2敗に安青錦と琴勝峰、3敗に大の里、一山本、熱海富士、草野となった。
13日目、安青錦と一山本の対戦は、安青錦が勝利。草野は霧島を外掛けで破った。熱海富士は琴櫻の上手を許さずに一気の攻めで寄り切り。琴勝峰は大の里と対戦、大の里は右差しに成功するも、上手をとった琴勝峰が上手投げを決め、大の里を破った。この時点で、2敗の安青錦・琴勝峰を3敗の熱海富士・草野が追う展開に変わり、役力士が事実上、優勝争いから脱落した。
14日目、安青錦は草野と対戦、草野は左上手を取り、安青錦を寄り切りで破る。熱海富士は高安を土俵際まで攻め込むも、高安が右四つで残し、意地の下手投げで熱海富士を破った。琴勝峰は霧島をいなしで崩し、上手を取り、上手投げで勝利。この時点で、琴勝峰が2敗で単独トップ、3敗で安青錦と草野が追うこととなった。
千秋楽、琴勝峰は安青錦と直接対決。琴勝峰が左を差し込むも、安青錦はおっつけで対抗、しかし琴勝峰が左でいなして、突き落としで安青錦を破り、この時点で琴勝峰が13勝2敗で優勝を決めた。

## 備考

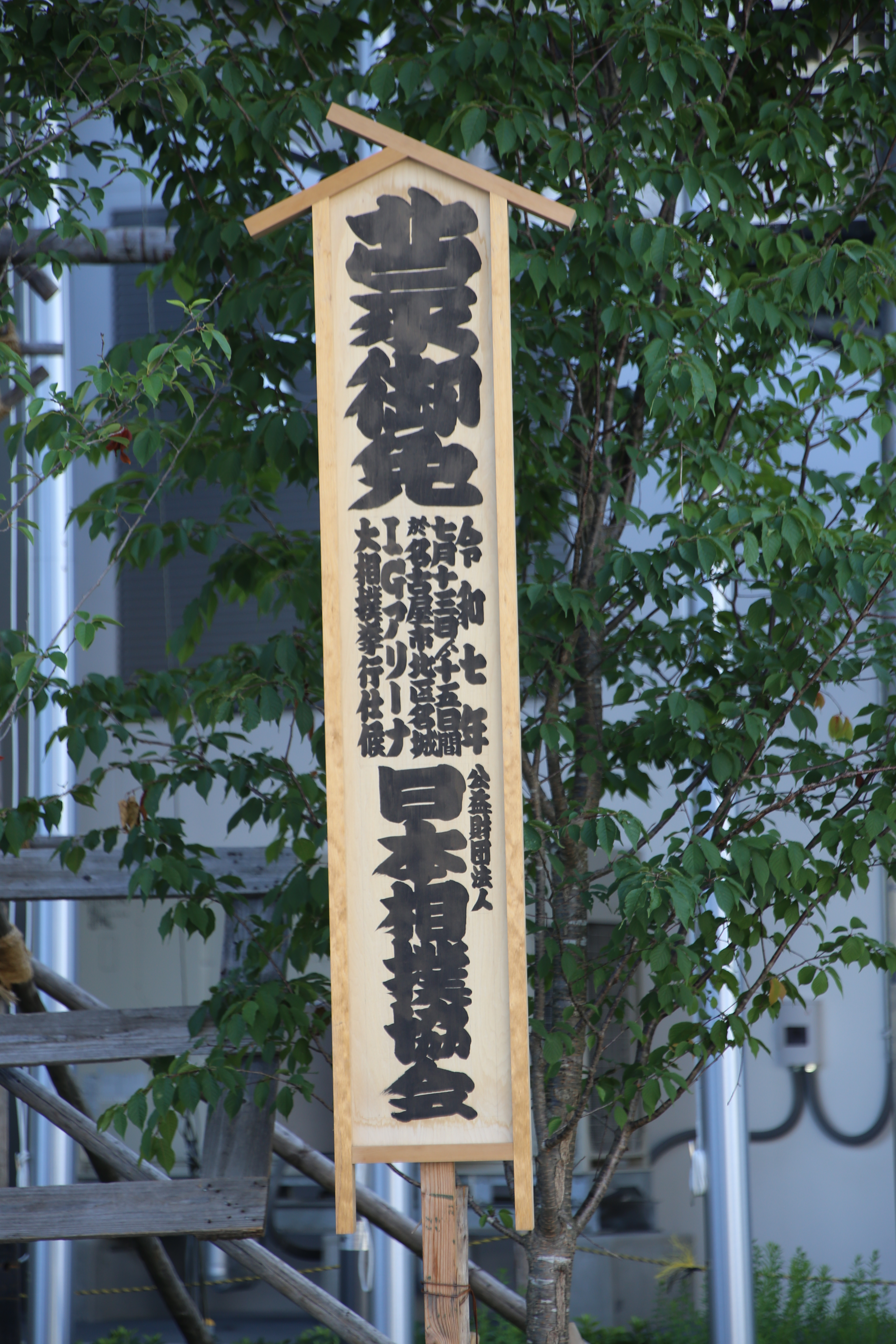
御免札

- 1965年7月場所から2024年7月場所まで例年7月場所を開催していた[注 1]愛知県体育館は老朽化が進んだため、この場所からはIGアリーナで開催されることになった[3]。IGアリーナはこの場所初日の7月13日にグランドオープンし、当場所がこけら落としになった[4]。それに伴い、番付及び御免札には「蒙御免」の下に「令和七年七月十三日ゟ十五日間於名古屋市北区名城IGアリーナ大相撲挙行仕候」と書かれ、大相撲の本場所の番付及び御免札における史上初のアルファベット（ラテン文字）の採用となった[5]。
- 5月場所後に大の里が横綱に昇進した。これに関するトピックスは次の通り。
  - 大の里の横綱昇進は、入門から史上最速での横綱昇進、昭和以降唯一の入門から負け越しなしでの横綱昇進に当たるなど、記録的な要素が多い。また、2025年1月場所後の豊昇龍に続くという形となったが、このように同じ年に2人横綱が誕生するのは、1987年の北勝海と大乃国以来38年ぶりとなった。
  - 大の里の横綱昇進により、この場所からは横綱が豊昇龍と並んで2人になった。横綱が2人になるのは2021年9月場所（白鵬、照ノ富士）以来[6]。
  - 同時に大関が琴櫻の1人だけになったため、西横綱の大の里は番付上に限り大関も兼務する「横綱大関」になった[7]。番付表に「横綱大関」が登場するのは2023年5月場所（照ノ富士）以来[8]。
- 前場所小結で6勝9敗だった髙安はこの場所も小結に残留した。小結で6勝止まりの力士が翌場所も小結に留まるのは1場所15日制以降で初めて[9]。
- 5月場所後の6月9日付で伊勢ヶ濱部屋を10代伊勢ヶ濱（元横綱・照ノ富士）が継承し[10]、伊勢ヶ濱部屋所属力士は新師匠の下で臨む最初の本場所になる[11]。
- 今場所から若碇が藤ノ川に改名したことにより、本名に由来しない「川」で終わる四股名の力士が2024年1月場所[注 2]以来9場所ぶりに番付表に復活した。
- 裏方については、行司で懲戒解雇処分となった幕内格の3代木村銀治郎と、床山で死去した特等の床朝が、今場所の番付から外された。
- 新横綱大の里は王鵬（4日目）[12]、伯桜鵬（中日）[13]、玉鷲（10日目）[14]、琴勝峰（13日目）[15] の4人の平幕力士に敗れて金星を配給した。新横綱が金星を4つ配給したのは昭和以降で初めてで、ワースト記録を更新する結果になった[15]。
- 西前頭4枚目の玉鷲は10日目に横綱大の里から金星を獲得した。40歳8か月での金星獲得は1940年1月場所の大潮の記録（男女ノ川から39歳5か月で金星獲得）を上回る昭和以降の最年長記録となった[16]。この金星が評価された玉鷲は40歳8か月で殊勲賞を受賞し、2014年11月場所の旭天鵬（40歳2か月で敢闘賞）を上回る、史上最年長の三賞受賞となった[17]。更に、今場所終了時点での通算白星数は872勝となり、大鵬と並ぶ歴代9位となった。幕内連続出場回数も、場所中に寺尾（1063回）黒姫山(1065回)を抜いて、1077回に到達、歴代3位となった。
- 東前頭15枚目の琴勝峰の13日目での横綱大の里を破っての金星獲得は、大正以降で最も番付下位の力士による金星獲得の記録となった。
- 三賞は、敢闘賞に、新入幕で2桁勝利を挙げた草野と藤ノ川が受賞（藤ノ川は14日目終了時点で9勝5敗だったため、勝利を条件とした受賞であった）また、琴勝峰も無条件で敢闘賞受賞となった。殊勲賞は、最年長金星を獲得する活躍を見せた玉鷲が無条件で受賞。また、千秋楽まで優勝争いに残った3力士が優勝を条件に受賞対象となり、結果、琴勝峰が自身初の殊勲賞受賞となった。技能賞は安青錦と草野が無条件受賞となった。
- 十両は11日目終了時点で、9勝2敗の大青山が単独トップ。3敗で三田、羽出山、荒篤山が追う展開であった。12日目には、大青山が敗れる一方、3敗勢は三田のみが勝利。13日目は大青山、三田が共に勝利。14日目、両者の直接対決は三田が勝利。14日目時点で、3敗で三田、4敗で大青山と荒篤山の両者が追う展開となった。千秋楽、大青山が錦富士に敗れ、優勝争いから脱落。勝てば優勝が決まる三田は湘南乃海に敗れ、4敗に後退するも、荒篤山が竜電に敗れたことにより、三田が11勝4敗で十両優勝を決めた。
- 先場所、三役で2桁勝利を挙げた大栄翔、霧島、若隆景は大関昇進に向けての活躍が期待された。しかし、大栄翔は右腓腹筋断裂により、初日から休場。霧島は10日目終了時点で8勝2敗と好調であったものの、終盤5日間は連敗し、8勝7敗で終わった。若隆景は3連敗を喫するなど、不安視されるも、後半は星を盛り返し、10勝5敗で場所を終え、来場所の大関昇進の可能性を残した。
- 場所後、両横綱の豊昇龍と大の里について、横綱審議委員会の大島理森理事長は、「大相撲ファンのみならず国民の皆さまは『大豊時代が来た』という期待で今場所が始まったと思う。その期待に応えられなかった結果を生んだことは、残念至極だった」と総括し、その上で「大の里関は中盤あたりから（引く）悪い癖が出てしまった。新横綱としての重圧があったと思う。来場所、大いに頑張っていただきたい。豊昇龍関はケガで休場した。至極残念。9月場所に向かって、横綱として心技体、風格ある姿、結果を残せるように稽古に励んでいただきたい。重み、責任、緊張感のある両横綱になってほしい」とコメントした[18]。
- 場所後、特等床山の床鶴が停年退職を迎えた。